# Aleksiej Achmanow
Aleksiej Osipowicz Achmanow (ros. Алексей Осипович Ахманов; ur. 25 lutego?/9 marca 1897 we wsi Ałat obecnie w Tatarstanie, zm. 17 listopada 1949 w Mińsku) – radziecki generał porucznik wojsk pancernych, Bohater Związku Radzieckiego (1945).

## Życiorys
Skończył szkołę, później pracował w warsztacie obuwniczym, od sierpnia 1915 służył w rosyjskiej armii. W 1916 został skierowany na Front Zachodni I wojny światowej, w lipcu 1916 został się do niewoli, z której wrócił w grudniu 1918. Po powrocie do Kazania pracował w piekarni, od lipca 1919 służył w Armii Czerwonej, w 1920 skończył kursy piechoty w Kazaniu i został dowódcą plutonu, a wkrótce kompanii. Brał udział w wojnie domowej, od czerwca do października 1920 dowodził batalionem, walczył na Froncie Północnym i Południowym. W 1922 ukończył szkołę piechoty w Odessie, dowodził kompanią w Kijowskim Okręgu Wojskowym, we wrześniu 1923 został zdemobilizowany. W grudniu 1923 ponownie powołano go do służby jako dowódcę kompanii w Bałcie, w 1926 ukończył kursy „Wystrieł”, od października 1930 do listopada 1931 dowodził batalionem, później pełnił funkcje sztabowe, w 1935 skończył kursy doskonalenia kadry dowódczej przy Wojskowej Akademii Mechanizacji i Motoryzacji Armii Czerwonej, po czym został dowódcą samodzielnego batalionu czołgów w Berdyczowie. W 1938 ukończył Wojskową Akademię Obrony Chemicznej im. Woroszyłowa i został dowódcą 1 pułku zmotoryzowanego w Moskiewskim Okręgu Wojskowym, a w kwietniu 1938 dowódcą 1 Dywizji Zmotoryzowanej, od lipca 1930 do kwietnia 1940 dowodził 30 Samodzielną Brygadą Piechoty. W kwietniu 1940 został zastępcą dowódcy 18 Dywizji Pancernej w Moskiewskim Okręgu Wojskowym, a w kwietniu 1941 dowódcą 27 Dywizji Pancernej w Zachodnim Specjalnym Okręgu Wojskowym.
Od czerwca 1941 uczestniczył w wojnie z Niemcami na Froncie Zachodnim, biorąc udział m.in. w walkach pod Baranowiczami i Mohylewem, później dowodził wojskami pancernymi i zmotoryzowanymi 24 Armii, wraz z którą w październiku 1941 został okrążony pod Wiaźmą. W listopadzie 1941 objął dowództwo wojsk pancernych i zmotoryzowanych Frontu Kalinińskiego, a w lutym 1942 został zastępcą dowódcy Frontu Kalinińskiego, brał udział w bitwie pod Moskwą, od lipca do października 1942 dowodził 81 Brygadą Pancerną na Froncie Kalinińskim, po czym został zastępcą dowódcy 1 Gwardyjskiej Armii ds. wojsk pancernych na Froncie Dońskim, uczestniczył w bitwie pod Stalingradem. Później walczył na Froncie Południowo-Zachodnim/3 Ukraińskim, odbijając terytoria obwodu rostowskiego i woroneskiego, Donbas i lewobrzeżną Ukrainę w ramach operacji średniodońskiej, ostrorożsko-rossoszańskiej, donbaskiej i zaporoskiej. 10 września 1943 otrzymał stopień generała majora wojsk pancernych, a 13 września 1944 generała porucznika wojsk pancernych. W kwietniu 1944 objął dowództwo 23 Korpusu Pancernego na 2 Froncie Ukraińskim (następnie 3 Froncie Ukraińskim), brał udział w operacji jassko-kiszyniowskiej i debreczyńskiej i zajmowaniu Rumunii, Węgier i Austrii, w tym w oblężeniu Budapesztu w styczniu i lutym 1945. Po wojnie do grudnia 1947 dowodził korpusem pancernym, w 1948 ukończył wyższe kursy akademickie przy Wyższej Akademii Wojskowej im. Woroszyłowa, w kwietniu 1948 został dowódcą wojsk pancernych i zmechanizowanych Białoruskiego Okręgu Wojskowego. Zmarł śmiercią samobójczą.

## Odznaczenia
- Złota Gwiazda Bohatera Związku Radzieckiego (28 kwietnia 1945)
- Order Lenina (dwukrotnie)
- Order Czerwonego Sztandaru (dwukrotnie, w tym 1 marca 1943)
- Order Kutuzowa I klasy (1945)
- Order Suworowa II klasy (19 marca 1944)

I medale.